# 平知信
平知信（日语：／ Taira no Tomonobu，？—1144年3月24日）是日本平安時代後期貴族，桓武平氏高棟王流出身，父親是春宮亮平經方。官位為從四位上出羽守。知信的家系堂上平氏是屬於日記之家之一，知信本人亦著有《平知信朝臣記》。

## 經歷
承德元年12月（1098年2月），知信獲補任為藏人所雜色。其後，他入學於大學寮，成為文章生，並且在康和4年（1102年）2月，六位藏人高階宗章叙爵後，知信便繼任其職務。長治2年（1105年）正月，他獲任命為檢非違使，並且在同時期出任左衛門少尉。嘉承（1106年 - 1107年）年間，知信開始作為家司出仕於藤原忠實，能幹的他之後也長期擔任忠實家的家司。天仁元年（1108年）8月，他獲任命為兵部少輔。
天永、永久至元永（1110年 - 1119年）年間，《殿曆》大量記載了知信在忠實下效力時對各種事務瞭如指掌的情況。天承2年（1132年），他出任少納言，同年2月升至正五位下。其後，他轉為擔任地方官，就任出羽守，但在康治2年12月29日（1144年2月4日），由於身患重病而出家。康治3年（1144年）2月19日，知信死去。極位為從四位上。

## 官歷
藏人所雜色→文章生→六位藏人→檢非違使→左衛門少尉→藤原忠實職事→兵部少輔→藤原忠實家司→少納言→出羽守
- 承德元年12月29日（1098年2月3日）：藏人所雜色。
- 時期不明：文章生（日语：紀伝道）。
- 康和4年（1102年）2月1日：六位藏人（日语：六位蔵人）。
- 長治2年（1105年）正月27日：檢非違使。
- 長治2年（1105年）：左衛門少尉（日语：左衛門尉）。
- 嘉承（1106年 - 1107年）年間：藤原忠實職事（日语：職事）。
- 天仁元年（1108年）8月29日：兵部少輔。
- 天永3年（1112年）8月21日：藤原忠實家司。
- 天承2年（1132年）正月22日：少納言。2月28日：正五位下に叙す。
- 保延（1135年 - 1141年）年間：出羽守
- 康治3年（1144年）2月19日：死去。

## 系譜
- 父：平經方
- 母：藤原雅信之女
- 妻：藤原惟信之女
  - 三男：平信範（日语：平信範）
- 生母不明的子女
  - 長男：平時信（日语：平時信）
  - 次男：平知範